# SŽD-Baureihe ЭР29
Der ЭР29 (ER29) ist ein bei der Rigaer Waggonfabrik (RVR) in Lettland 1985 gebauter Triebzug, der als Versuchsausführung für eine speziell gedachte Triebwagenfamile gedacht war. Er war ein Elektrotriebwagen für Wechselstrom-Antrieb mit Widerstandsbremse und vergrößerter Länge des Kastens von 21,5 m Kastenlänge.

## Historie
Dieser Elektrozug entstand 1985 als einziges Exemplar als eine Sechs-Wagen-Einheit. Die Einheit entstand aus zwei Motorwagen, zwei Steuerwagen und zwei Zwischenwagen. Die noch bei dem ЭР10 im Gleichstrombereich bzw. ЭР25 im Wechselstrombereich angewendete Konfiguration der Motor-Steuerwagen und Zwischenwagen wurde bei dieser Bauart wieder verlassen. Der ЭР29.1 war der erste Elektrozug einer geplanten Familie von Fahrzeugen, die von den Rīgas Vagonbūves Rūpnīca mit einer Kastenlänge von 21,5 m und vergrößertem Vorraum gedacht waren. Von dieser Familie sollten bei den Rīgas Vagonbūves Rūpnīca die Gleichstrom-Züge der Reihe ЭР24 (gebaut dann von der Maschinenfabrik Demichowo als Reihe ЭД2T), ЭР30 gebaut werden, von den Triebwagen für Wechselstrom sollten die Triebwagen ЭР27 (gebaut dann von der Maschinenfabrik Demichowo als Reihe ЭД9T) und ЭР29 entstehen.
Nach dem Bau des einzigen Elektrozuges der Reihe ЭР29 durchlief dieser zuerst einige Testfahrten auf dem Gleisring des Allrussischen Forschungsinstitutes für Schienenverkehr für Schienenverkehr in Schtscherbinka. Danach wurden mit ihm Betriebserprobungen im Knoten von Vilnius durchgeführt. Nach den Überprüfungsfahrten wurde er an das Depot Fastiw der Eisenbahn in der Ukraine gegeben. In der Mitte des Jahres 1991 wurde er dort in den Versuchsbetrieb gegeben. Dort blieb er nicht lange, schon in der Mitte der 1990er Jahre wurde er von dem Betrieb zurückgenommen und in die Reserve gesetzt, wo er geplündert wurde. Um 2010 war der größte Teil der Ausrüstung vom Zug demontiert, und er stellte zu diesem Zeitpunkt faktisch einen Kasten auf Drehgestellen dar. Da er eine einzigartige Ausrüstung besaß, wurde an dem Fahrzeug keine Kapitalreparatur ausgeführt, obwohl er auf der Basis des Serienzuges ЭР9T hätte wiederhergestellt werden können. Zum 29. Dezember 2012 war die Wiederherstellung und Reparatur des Zuges geplant. Das Fahrzeug ist vorgesehen für die Vereinigung Киевпастранс (Kiewpastrans) für Aufgaben der Stadtelektrifizierung vorgesehen.

## Technik
Gegenüber den zuletzt gefertigten Triebwagen der Reihe ЭР2 besaß das Äußere des Fahrzeuges große Ähnlichkeit. Die Fahrzeuge waren mit glatten Führerständen ausgerüstet und besaßen die charakteristische Raumaufteilung der Vorgängerfahrzeuge. Der Wagenkasten war über Schraubenfeder auf die beiden Drehgestelle vom Typ ТУР-01 (TUR-01) abgefedert. Parallel dazu übernahmen hydraulische Dämpfer die zusätzliche Dämpfung zwischen den Drehgestellen und den Wagenkasten. Die Gesamtfederweg der zweistufigen Federung betrug 126 mm.
Jedes Drehgestellrad des Motorwagens wurden von seinem elektrischen Fahrmotor angetrieben, der Antrieb wurde wie bei dem ЭР2P durch die Stützende Rahmenaufhängung realisiert, bei der die Fahrmotoren im Drehgestellrahmen gelagert sind und die Bewegung auf die Antriebsräder über Hebel realisiert werden. Die Fahrmotoren sind Gleichstrommotoren des Typs 1ДТ-012 (1DT-012). Sie besitzen bei einer Nennspannung von 825 V eine Nennleistung von 260 kW (Strom 350 A bei einer Drehzahl des Ankers von 1590/min (bei 28 % Anregung)). Die Masse eines Fahrmotors beträgt 1900 kg.
Die Elektroausrüstung des ЭР29 erlaubte die Benutzung einer Rekuperationsbremse, bei der der von den Fahrmotoren erzeugte Bremsstrom in die Fahrleitung zurückgegeben werden konnte. Da es bei den Fahrzeugen große Probleme bereitete, die elektrische Ausrüstung komplett unter den Wagenboden unterzubringen, wurden die Stromabnehmer vom Typ ВОВ-25А-10/630 (WOW-25A-10/630), der Traktions-Transformator vom Typ ОНМЦЭР-1600/25-23У1 (ONZER-1600/25-23U1, Masse 3.600 kg) und der Umformer vom Typ СРОМ-1600.83.У1 (SROM-1600.83.U1) auf den Steuer- bzw. Zwischenwagen montiert. 
Der Kompressor vom Typ ЭК-7В (EK-7W) und andere Hilfsmaschinen waren als Drehstrom-Maschinen ausgeführt und wurden mit einer Spannung von 220 V betrieben. Gespeist wurden sie von dem Fasenumformer vom Typ 1РФ.001 (1RF.001). Die Speisung der Kette der Verwaltung geschah mit Gleichstrom 110 V.